# Hochwildstelle
Hochwildstelle är ett berg i Österrike.   Det ligger i distriktet Liezen och förbundslandet Steiermark, i den centrala delen av landet, 220 km sydväst om huvudstaden Wien. Toppen på Hochwildstelle är 2 747 meter över havet, eller 619 meter över den omgivande terrängen. Bredden vid basen är 6,1 km.
Terrängen runt Hochwildstelle är huvudsakligen bergig. Runt Hochwildstelle är det ganska glesbefolkat, med 21 invånare per kvadratkilometer.. Närmaste större samhälle är Schladming, 11,8 km nordväst om Hochwildstelle. 
Trakten runt Hochwildstelle består i huvudsak av gräsmarker.